# Kuvasz
De kuvasz is een van oorsprong Hongaarse hond.

## Uiterlijk
De kuvasz heeft een witte vacht, die meestal golvend tot licht gekruld is. Zijn ogen, neus en lippen zijn zwart. Reuen hebben een schofthoogte van 71-76 centimeter en een gewicht van 48-62 kilogram, teven respectievelijk 66-70 centimeter en 37-50 kilogram.

## Gebruiksdoel
De kuvasz is een kuddebeschermhond en wordt bij de Hongaarse herders ingedeeld. Hij is zelfstandig, waaks en zeer intelligent. Hij heeft een terrein nodig, dat hij kan bewaken en beschermen. Ideaal is een huis met een grote tuin. Het is ook een hond die zeer dominant is. Het is geen makkelijke hond voor beginners.

## Geschiedenis
De naam kuvasz komt uit Turks-Aziatisch gebied en is afgeleid van het woord kawash of kawass, dat zoveel betekent als gewapende bewaker of boogschutter.
De geschiedenis van Hongarije begint aan het eind van de 9e eeuw, als de Magyaren, afkomstig uit de Oeral, zich onder aanvoering van vorst Árpád in het land vestigen. Uit het huis Árpád stamt de eerste koning, István de Heilige (1000 - 1038). De voor de kuvasz belangrijkste vorst, Hunyadi Mátyás, regeert van 1458 tot 1490. Het houden van een kuvasz was in die dagen het privilege van vorsten. De honden werden op hun landgoederen gefokt voor de jacht op groot wild. Tevens had de kuvasz twee belangrijke taken:
1. de mensen te beschermen tegen twee- en vierbenige vijanden.
2. de kudde te beschermen tegen roofdieren, die in die tijd regelmatig voor kwamen.

De witte kleur van de kuvasz was hierbij heel belangrijk. De boeren en herders konden zo ook in het donker hun hond goed onderscheiden van de roofdieren, die het op hun schapen gemunt hadden. In de eerste helft van de 19e eeuw, door omstandigheden van het land zelf, trokken de landlopers en wolven, de vijanden van de veestapel, zich terug in het hooggebergte. De behoefte om een herdershond te hebben nam af. Meestal hield de herder de kuvasz uit traditie. De kuvasz kwam vanuit de Puszta naar de dorpen en bewaakte als erfhond de huizen. Niemand dacht meer aan zuiver fokken. Na de Tweede Wereldoorlog in 1945 is men met een gering aantal kuvasz opnieuw begonnen te fokken. Na de opstand in 1956 kreeg het kuvasz-bestand opnieuw een grote klap. Daarna is men met een smalle basis opnieuw begonnen.
Dit ras wordt in Nederland vertegenwoordigd door de Kuvasz Vereniging Nederland (KVN).